# Wybory do Parlamentu Europejskiego w Portugalii w 2019 roku
Wybory do Parlamentu Europejskiego IX kadencji w Portugalii zostały przeprowadzone 26 maja 2019. Portugalczycy wybrali 21 eurodeputowanych (w miejsce dotychczasowych 22). Wybory zakończyły się zwycięstwem opozycyjnych socjalistów. Frekwencja wyniosła 30,73%.

## Wyniki wyborów
| Lista wyborcza                                | Głosy     | %     | Mandaty | Zmiana |
| --------------------------------------------- | --------- | ----- | ------- | ------ |
| Partia Socjalistyczna                         | 1 106 345 | 33,38 | 9       | +1     |
| Partia Socjaldemokratyczna                    | 727 207   | 21,94 | 6       | –      |
| Blok Lewicy                                   | 325 534   | 9,82  | 2       | +1     |
| Unitarna Koalicja Demokratyczna               | 228 157   | 6,88  | 2       | −1     |
| Partia Ludowa                                 | 205 111   | 6,19  | 1       | –      |
| Pessoas-Animais-Natureza                      | 168 501   | 5,08  | 1       | +1     |
| Aliança                                       | 61 753    | 1,86  | 0       | –      |
| LIVRE                                         | 60 575    | 1,83  | 0       | –      |
| Basta!                                        | 49 496    | 1,49  | 0       | –      |
| Nós, Cidadãos!                                | 34 672    | 1,05  | 0       | –      |
| Iniciativa Liberal                            | 29 120    | 0,88  | 0       | –      |
| Komunistyczna Partia Portugalskich Robotników | 27 222    | 0,82  | 0       | –      |
| Pozostali                                     | 60 815    | 1,84  | 0       | –      |
| Głosy nieważne i puste                        | 229 915   | 6,93  | –       |        |
| Razem                                         | 3 314 423 | 100   | 21      | –      |